# Nils Alfred Quiding
Nils Alfred Quiding, född 19 augusti 1821 i Nättraby, Blekinge län, död 24 april 1872 i Malmö, var en svensk med. dr. och konstnär.
Han var son till kyrkoherden Nils Quiding och Carin Sundin och från 1856 gift med Mathilda Beata Kruse. Quiding var verksam som stadsläkare i Malmö, vid sidan av sitt arbete var han verksam som konstnär.